# 長谷川喬
長谷川 喬（はせがわ たかし、嘉永5年10月15日（1852年11月26日） - 大正元年（1912年）12月10日）は、明治期の司法官僚。大審院判事、法典調査会主査委員、東京控訴院長等を歴任した。

## 経歴
越前国福井藩陪臣・長谷川純一の長男として福井城下の佐佳枝上町（現在の福井市）に生まれる。明治4年（1871年）、21歳で上京し、横浜の高島学校で英学を学ぶが、校舎の火災により、翌年、慶應義塾に転学し卒業する。明治7年（1874年）、福井藩出身の司法省権大書記官・青山貞（小三郎）の周旋で司法省に通訳として出仕し大阪裁判所に勤務。土師経典の信任を得て判事となり、明治13年（1880年）神戸裁判所に転任、翌14年（1881年）には横浜始審裁判所に移り、翌15年（1882年）川崎剛八の病没により後任所長に昇進。井上馨外務卿からの信任も厚く、「お前が所長をしている以上は条約改正をしても安心だ」と語ったとされる。
明治18年（1885年）7月、ベルギー・アントウェルペンにて開催された万国商法編輯会議に出席する内閣顧問・ヘルマン・ロェスラー（Hermann Roesler）の副委員となり、併せてベルギー・イギリス・フランス・ドイツ・オランダならびにエジプトの商業裁判所実況の視察を命ぜられ、さらにドイツ・フランスの裁判所構成法やエジプト混合裁判所の調査を行う。在欧中は、西源四郎、原敬、穂積八束、宮崎道三郎、樋山資之、森林太郎（鴎外）らや、明治19年（1886年）の留学組である、横田国臣、高木豊三、田部芳、河村譲三郎、小宮三保松、富谷銑太郎らと面識を持った。明治20年（1887年）に帰朝後、法律取調報告委員に就任し、本尾敬三郎・岸本辰雄・岡村為蔵・加藤高明らと共に商法組合に属し、明治21年（1888年）旧商法の元老院付議の内閣委員を命ぜられる。旧商法の注釈本『商法正義』を著した。
明治23年（1890年）10月東京控訴院部長、明治24年（1891年）10月民法商法施行取調委員、同年12月大審院判事となり、同年4月には法典調査会主査委員。明治31年（1898年）大審院部長、明治36年（1903年）には老朽司法官淘汰事件で休職となった春木義彰の後を襲って東京控訴院長となり、明治39年（1906年）大審院長・南部甕男退職の際には寺島直（大審院部長）と並び後任を有力視されたが、ダークホースの横田国臣に敗れる形となった。

## 栄典・授章・授賞
位階
- 1881年（明治14年）1月21日 – 正八位[1]
- 1884年（明治17年）2月21日 - 従六位[2]
- 1899年（明治32年）7月10日 - 従四位[3]
- 1909年（明治42年）9月20日 - 従三位[4]

勲章等
- 1896年（明治29年）6月30日 - 勲四等瑞宝章[5]
- 1899年（明治32年）12月27日 - 勲三等瑞宝章[6]
- 1903年（明治36年）5月21日 - 金杯一組[7]
- 1906年（明治39年）4月1日 - 勲二等旭日重光章[8]
- 1912年（大正元年）12月11日 - 勲一等瑞宝章[9]